# 胡恩瑞
胡恩瑞（N-Ray，1978年3月20日—），是臺灣華語流行音樂創作男歌手。胡恩瑞20歲與由美國回來的四個大男孩組成 TENSION團體23歲出道，經過陶喆的教導。TENSION解散後，開始自己創作歌曲，於2015年推出首張個人創作專輯《我是胡恩瑞》。

## 出道過程
1998年，在陶喆的號召統籌下，組成團體TENSION（天炫男孩合唱團），Tension在1998年10月成軍。

## 近期演藝成就
由陶喆帶領的美聲團體TENSION出道，蟄伏11年，推出個人全創作專輯[我是胡恩瑞]，整張專輯以R&B風格為主軸，MIX中國古典及西洋樂器。
專輯發行首週即進入銷售榜前三名，主打歌[炒飯]與女星魏蔓合作MV，獲得廣大好評。

## 唱片專輯
- 1998年10月TENSION成軍
- 2001年5月第12屆金曲獎首度曝光
- 2001年5月發行首張國語專輯《Smart》銷售量達20萬張
- 2003年5月發行第二張國語專輯《Gotta Be Your Man》
- 2004年1月發行第三張國語專輯《愛。星球》
- 2004年5月入圍第十五屆台灣金曲獎最佳重唱組合
- 2004年9月發行《Story(首張新歌+精選)》

## 活動代言
- 2001年6月擔任「聯合國兒童基金會」代言人
- 2001年6月「IGTA第一屆台灣遊戲軟體錦標賽」活動代言*
- 2001年6月「2001CSIO*馬術錦標賽」活動代言人
- 2001年7月擔任「捐血大使」
- 2001年8月擔任麥當勞「朋友萬萬歲」活動代言人
- 2001年8月「2001網路遊戲大賽」廣告及活動代言
- 2003年11月跨足廣告，成為多力多滋電視暨平面廣告代言人

## 媒體露出

### 電視節目
- 中天綜合台-康熙來了-他們是好友還是豬隊友(20150602)
- 中天娛樂台-麻辣同學會-男孩團體同樂會。
- 三立電視台-國光幫幫忙
- 八大綜合台-娛樂百分百-百分百歌喉戰
- 完全娛樂-胡恩瑞重返歌壇推首張同名專輯 (20150505)
- 命運好好玩 -適合獨立發展與團體行動的人(20150522)
- 音樂榜中榜-現場LIVE節目
- 中國電視台-萬秀大勝利
- 東森綜合台-全民星玫略(20200506)

### 電台節目
- 飛碟電台-我做東、你做客
- 飛碟電台-飛碟一點通
- 飛碟電台-飛碟下班女王
- 中廣-娛樂e世代
- 佳音電台-傾聽音樂
- 亞洲電台-青春亞洲
- 好事電台-好事瘋音樂
- 飛碟電台-陶子晚報
- 飛碟電台-哥哥妹妹有意思
- 飛碟電台-夜光家族live
- 如虹會客室

### 平面消息
- 蘋果日報(201505)
- 自由日報(201505)
- 聯合報(201505)
- 中國時報(201505)
- 東網港澳(201505)
- 明周-名人面對面201505)
- 壹週刊(201505)
- 東森新聞雲(201505)
- NOWNEWS(201505)
- 大紀元(201505)
- 聯合新聞網(201505)
- 壹週刊(201507)

### 活動演出
- FOX福斯國際美劇Empire嘻哈世家活動演唱嘉賓
- 好事電台[好事箏風趣]演唱嘉賓
- 逢甲大學才藝品格營演唱嘉賓